# Shiga-Hochebene

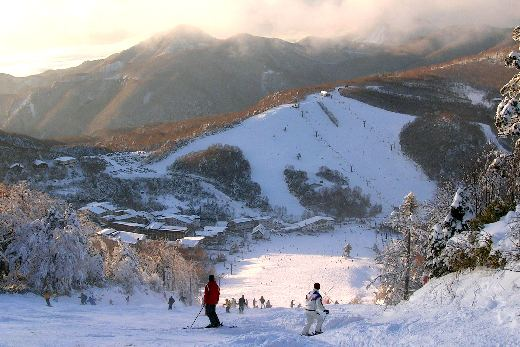
Shigakōgen, 2004, Kanbayashi

Die Shiga-Hochebene (jap. 志賀高原, Shiga-kōgen) liegt in den japanischen Alpen im  Jōshinetsu-Nationalpark. Sie gehört zur Gemeinde Yamanouchi, Shimotakai-gun, Präfektur Nagano. Sie ist zugleich eines der größten Skigebiete in Japan und war einer der Veranstaltungsorte der Olympischen Winterspiele 1998.
Das Skigebiet liegt in 1.300 bis 2.000 Metern Höhe und ist ca. 70 Minuten mit dem Bus von Nagano entfernt. Das Kerngebiet besteht aus Sun Valley, Maruike, Hasuike und dem Berg Yokote mit ca. 2305 m Gipfelhöhe.

## Geschichte
Bereits 1912 wurde in der Gegend mit dem Skifahren begonnen. Nach dem Zweiten Weltkrieg (1947) wurden die ersten Skilifte von den Besatzungsmächten im Bereich von Maruike gebaut. Hier lernte auch Chiharu Igaya, der erste asiatische Medaillengewinner bei Olympischen Winterspielen, das Skifahren.

## Skirennen
- 1989 Alpiner Skiweltcup in Yakebitaiyama
- 1998 Riesenslalom der Olympischen Winterspiele von Nagano
- 2001 Alpiner Skiweltcup in Yakebitaiyama und Higashidateyama
- 2003 Alpiner Skiweltcup in Yakebitaiyama und Higashidateyama